# El desafío (telenovela)
El desafío es una telenovela venezolana realizada y transmitida por RCTV en el año 1995 de la pluma de Salvador Garmendia y producida por Hernando Faría. Esta telenovela es una versión libre de La doña, historia original de Inés Rodena. 
Fue protagonizada por Claudia Venturini y Henry Soto y antagonizada por Mimí Lazo, Roberto Moll y Lucy Mendoza con las actuaciones estelares de Elisa Stella, Jenny Noguera y Pedro Durán.

## Sinopsis
Fernanda San Vicente es una dulce y bella mujer cuya personalidad cambia drásticamente al descubrir la traición de Mariano, su prometido que la cambió por otra mujer, dejándola en ridículo, frente a todos esperando en la iglesia y además el misterioso asesinato de su padre esa misma noche. Con la fuga de Mariano, la policía piensa que él es quien asesinó al padre de Fernanda y escapó. 
En consecuencia a todo esto, Fernanda viaja a la hacienda que heredó de su padre; ahora hermética y llena de un inmenso rencor hacia todos los hombres, jura gobernar la hacienda e incluso el pueblo. En su cruzada la acompaña su ambicioso primo Federico (quien se metió en diversas negociaciones ilegales con los recursos familiares de Fernanda) y su envidiosa prima Marilinda, quien ha estado teniendo un romance con Mariano, el prometido de Fernanda.
Al llegar, conocen a Aquiles Hurtado, el malvado supervisor de la hacienda. Aun así, Fernanda gobierna con mano de hierro... hasta el momento en que conoce a Arturo Gallardo, el único hombre capaz de luchar contra Fernanda por un trecho de tierra en la playa. Posteriormente, Arturo y Fernanda caen rendidos ante sus sentimientos, y la competencia se torna en una verdadera historia de amor.
Pero el amor entre Arturo y Fernanda representa una terrible amenaza a quienes desean las tierras de Fernanda. Impulsados por la ambición, Marilinda, Federico y Aquiles piden ayuda a Cristina madre de Fernanda quien abandonó a su hija años atrás y regresó luego de gastar todo su dinero. Sergio, el joven y ambicioso amante de Cristina, también se incluye en los planes para destruir a Arturo y Fernanda a como diera lugar.
Para acabar de enredar todo, regresa Mariano para limpiar su nombre, ya que pesa sobre si la sospecha de haber matado al señor San Vicente, y con ese pretexto tratará de recuperar el amor de Fernanda, aunque se oponga su antigua amante, la envidiosa prima Marilinda.
Al final, es el destino el que decidirá lo que les sucederá a cada uno de ellos.

## Elenco
- Claudia Venturini - Fernanda San Vicente Guzmán
- Henry Soto - Arturo Gallardo/Efesto Gonzalez
- Lucy Mendoza - Marilinda García San Vicente
- Carlos Arreaza - Federico García San Vicente
- Elisa Stella - Cecilia San Vicente Vda. De García
- Catherine Correia - Teresita
- Mimí Lazo - Cristina Guzmán Castro de San Vicente
- Esperanza Magaz - Doña Severa
- Roberto Moll - Aquiles Hurtado
- Amílcar Rivero - Juan Ponchao
- Rafael Romero - Sergio Duarte
- Jenny Noguera - Malena
- Héctor Mayerston - Don Felipe San Vicente
- Enrique Ibáñez - Mariano Manrique
- Carlos Cámara Jr. - Carlos Eduardo Montiel
- Pedro Durán - Ismael
- Pedro Marthan - Don Antonio Herrera
- Margarita Hernández - Verónica Furque
- Dilia Waikkarán - Madame Tapara
- Roberto Colmenares - Comisario Contreras
- Victoria Roberts
- Ron Duarte - Padre Eusebio De La Parte
- Vicky Franco - Doña Jurisprudencia
- Frank Maneiro - Don Trinidad
- Gladys Prince - Marcelina
- Irina Rodríguez - Dra. Tamara
- Teresa Selma - Doña Jacinta Gonzalez
- Sonia Villamizar
- Eduardo Gadea Pérez - Don Eustoquio
- Roberto Lamarca - Lucho

## Versiones
- La doña, historia original producida por RCTV en 1972; con las actuaciones protagónicas de Lila Morillo y Elio Rubens, bajo la dirección de Arquímedes Rivero.

- Doménica Montero, primera versión hecha por Televisa en 1978, dirigida por Lorenzo de Rodas, producida por Valentín Pimstein y protagonizada por Irán Eory, Rogelio Guerra y Raquel Olmedo.

- Amanda Sabater, segunda versión hecha por RCTV en 1989, dirigida por Gabriel Walfenzao y protagonizada por Maricarmen Regueiro y Flavio Caballero.

- La dueña, segunda versión mexicana la más famosa y exitosa de todas las hechas en ese país. Producida en 1995 por Florinda Meza, dirigida por Roberto Gómez Fernández y protagonizada por Angélica Rivera, Francisco Gattorno y Cynthia Klitbo.

- Amor e Ódio, producida por la cadena brasileña SBT realizada en Brasil en el año 2001, dirigida por Jacques Lagôa, Henrique Martins y Antonino Seabra, producida por David Grimberg y Gilberto Nunes y protagonizada por Suzy Rêgo, Daniel Boaventura y Viétia Rocha.

- Soy tu dueña, tercera versión mexicana producida por Televisa en 2010, producida por Nicandro Díaz y protagonizada por Lucero, Fernando Colunga y Gabriela Spanic.